# 이지 미클스몰
이지 미클스몰(영어: Izzy Meikle-Small, 1996년 3월 22일 ~ )은 잉글랜드의 배우이다. 영화 《스노우 화이트 앤 더 헌츠맨》에서 샤를리즈 테론의 아역으로 출연했다.

## 출연 작품
- 어나더 마더스 썬 (2017)
- 춤추는 개 : 펏지 (2014) - 몰리 역
- 하트 오브 노웨어 (2013) - 앨리스 역
- 프라이빗 피스풀 (2012)
- 스노우 화이트 앤 더 헌츠맨 (2012) - 어린 시절 이블 퀸 역
- 디스코 (2010)
- 네버 렛 미 고 (2010)